# Залізничний транспорт Данії
Залізничний транспорт Данії — система залізничного транспорту в Данії, що складається з 2633 км залізничних ліній, з яких мережа S-потягів Копенгагена, магістраль Гельсінгьор-Копенгаген-Падборг (на кордоні з Німеччиною) і лінія Лундерсков-Есб'єрг електрифіковані. Більшість перевезень становлять пасажирські поїзди, хоча між Швецією та Німеччиною існує значний обсяг транзитних вантажів.
Роботи з технічного обслуговування більшості данських залізничних ліній виконується державною компанією Banedanmark, яка також виділяє колії для операторів поїздів. Більшість пасажирських поїздів обслуговує DSB, а Arriva і Nordjyske Jernbaner і Midtjyske Jernbaner працюють на деяких лініях в Ютландії. Перевезення вантажів в основному здійснюється DB Schenker Rail, хоча інші оператори забезпечують значну частину нетранзитних перевезень.
Данія є членом Міжнародного союзу залізниць (UIC). Код країни UIC для Данії – 86.

## Історія
Перша залізниця Королівства Данії була відкрита між Копенгагеном і Роскілле в 1847 році. Перша залізниця в данському герцогстві Шлезвіг була відкрита між Фленсбургом і Теннінгом у 1854 році.
Перші залізниці в Данії будували та експлуатували приватні компанії. Більшість технічного персоналу було з Великої Британії, зокрема із залізниці Східних графств. Коли компанія Пето та Беттс стала банкрутом, данська держава взяла на себе Det danske Jernbane-Driftsselskab (Данська компанія з експлуатації залізниць) з 1 вересня 1867 року під назвою De jysk-fyenske Jernbaner (Фюнська та Ютландська залізниці), з 1874 року De danske Statsbaner i Jylland og Fyn (Державні залізниці Данії в Ютландії та Фюні). Мережа була розширена за рахунок нового будівництва та придбання приватних ліній від Сількеборга до Гернінга (1 листопада 1879 року) та від Гренаа до Рандерса та Орхуса (1 квітня 1881 року).
1 січня 1880 року данська держава взяла під контроль Det sjællandske Jernbaneselskab (Залізничну компанію Зеландії), утворивши De sjællandske Statsbaner (Державні залізниці Зеландії). Оскільки більшість залізниць по обидві сторони Великого Бельта належали датській державі, лише 1 жовтня 1885 року компанії Ютландії/Фюнену та Зеландії об’єдналися в одну національну залізничну компанію De danske Statsbaner (Державні залізниці Данії), злиття було завершено 1 квітня 1893 року.
Серед важливих проектів, які були здійснені для датської залізничної мережі, — фіксована ланка Великий Бельт у 1998 році, Ересуннський міст у 2000 році та лінія Копенгаген–Рінгстед (перша високошвидкісна залізниця в Данії) у 2019 році.

## Технічні характеристики
Державна компанія Банеданмарк відповідає за 2045 км залізничних ліній (не включають лінії, що контролюються приватними залізницями). Усі данські залізниці мають ширину 1435 мм (стандартна колія), за винятком кількох вузькоколійних музейних залізниць; Колія 1000 мм (3 фути 3+3⁄8 дюймів) раніше була звичайною на відгалуженнях, а 700 мм (2 фути 3+9⁄16 дюймів) переважала на промислових залізницях, наприклад, для транспортування цукрових буряків або навіть кальцію, вугілля, торф і багато іншого. Вузькоколійні лінії загалом зникли протягом 1950-х і 1960-х років.
Максимальна дозволена швидкість на магістральних лініях зазвичай становить 180 км/год, а на лініях з меншим рухом транспорту зазвичай дозволяється від 75 до 120 км/год; швидкість може бути знижена місцями через стан колії. У той час як дерев’яні шпали використовуються на під’їздах і відгалуженнях, бетонні шпали є нормою на всіх магістральних лініях; звичайні двоблочні залізобетонні шпали зараз поступово заміняються на моноблочні.
Banedarmark також володіє лініями S-train, але не володіє всіма залізницями в країні. Він не володіє місцевими залізницями навколо Гіллереда, у Зеландії (таких як лінія Frederiksværk і лінія Gribskov), а також East Line, Odsherred Line, Tølløse Line (Thy Line, Lemvig Line, Aarhus Letbane Jutland).

## Електрифікація
Вперше рішення про електрифікацію магістралей було прийнято лише в 1979 році. Першою електрифікованою лінією була Копенгаген–Гельсінгьор, електрифікована в 1986 році, а потім головна лінія через Зеландію, Фюн і Південну Ютландію в 1980-90-х роках. На магістральних лініях, які ними обладнані, застосовується напруга 25 кВ змінного струму частотою 50 Гц. Система використовується на магістралі зі Швеції через Копенгаген до Фредерісії, а звідти до Падборга та німецького кордону. І Швеція, і Німеччина використовують 15 кВ, а багатосистемний вантажний локомотив класу EG обладнаний як для 25, так і для 15 кВ.